# Trachyopella melania
Trachyopella melania är en tvåvingeart som först beskrevs av Alexander Henry Haliday 1836.  Trachyopella melania ingår i släktet Trachyopella och familjen hoppflugor. Arten är reproducerande i Sverige. Inga underarter finns listade i Catalogue of Life.